# Agromyza comosa
Agromyza comosa är en tvåvingeart som beskrevs av Spencer 1962. Agromyza comosa ingår i släktet Agromyza och familjen minerarflugor. Inga underarter finns listade i Catalogue of Life.